# Colombo '92
Colombo '92 was een, door het Bureau International des Expositions erkende, gespecialiseerde tentoonstelling in de Italiaanse stad Genua. De tentoonstelling werd tegelijk met universele tentoonstelling in Sevilla gehouden.
De tentoonstelling droeg formeel de naam Esposizione Internazione Specializzata Genova '92 - Colombo '92, en vond plaats van 15 mei t/m 15 augustus. De tentoonstelling stond geheel in het teken van Christoffel Columbus, het schip, en de zee.
Er waren 54 landen vertegenwoordigd op de tentoonstelling. In totaal bezochten 1.694.800 mensen de tentoonstelling, ongeveer de helft van wat verwacht werd. Doel van de tentoonstelling was het vieren van Columbus’ ontdekking van Amerika.
Voor deze tentoonstelling werd onder andere het Aquarium van Genua gebouwd.

## Noot
1. ↑  The Vancouver Games: A Spectacular Choice, p. 114-115